# Meerbodenreuth
Meerbodenreuth ist ein Dorf in der Oberpfalz. Die ehemals selbständige Gemeinde ist heute ein Ortsteil von Altenstadt an der Waldnaab.

## Geografie
Vom Dorf Meerbodenreuth liegt Parkstein ca. 2,2 Kilometer in westlicher Richtung und Altenstadt liegt ca. 4,3 Kilometer östlich entfernt.

## Geschichte
Meerbodenreuth zählte zum Gericht Parkstein, einem der „sieben Gerichte“ im Gemeinschaftsamt Parkstein-Weiden, und stellte einen der zwölf Geschworenen des Gerichts. Die politische Gemeinde Meerbodenreuth mit ihren Ortsteilen Dorf Meerbodenreuth, Buch, Moosöd, Kotzau und Süßenlohe wurde 1818 durch das Gemeindeedikt in Bayern errichtet. 
Im Jahre 1975 wurde die Gemeinde nach Altenstadt eingemeindet.

### Einwohnerentwicklung in Meerbodenreuth ab 1817
| Jahr | Einwohner | Gebäude |
| ---- | --------- | ------- |
| 1817 | 121       | 21      |
| 1838 | 136       | 22      |
| 1871 | 124       | 100     |
| 1885 | 141       | 23      |
| 1900 | 133       | 22      |
| 1913 | 112       | 22      |

| Jahr | Einwohner | Gebäude |
| ---- | --------- | ------- |
| 1925 | 126       | 21      |
| 1950 | 120       | 22      |
| 1961 | 124       | 24      |
| 1970 | 126       | k. A.   |
| 1987 | 137       | 34      |
| 2011 | 140       | k. A.   |